# مملكة الحضنة
مملكة الحضنة (بالإنجليزية: Kingdom of the Hodna)‏ كانت مملكة بربرية مستقلة تتمحور حول منطقة الحضنة في شمال الجزائر الحالية. وتشمل منطقة التيطري (البيبان).

## تاريخ
كانت مملكة الحضنة مملكة صغيرة على حدود مملكة الونشريس. مثل الممالك الأمازيغية الأخرى، أسستها أيضًا قبائل البربر المحلية التي اجتمعت معًا في إطار التسلسل الهرمي للمحاربين بعد سقوط الملك غارمول. لقد حاولوا ملء فراغ السلطة في ألطافا، ولكن وجود سلسلة جبال الونشريس بينهما وألطافا أوقف هذه الخطة. بعد ذلك، لم تشارك هذه المملكة في أي معارك كبرى، باستثناء ربما تقديم بعض القوات إلى كسيلة في حربه ضد الخلافة الأموية. انهارت هذه المملكة خلال الفتح الأموي للمنطقة أيضًا.
كانت مملكة الحضنة قصيرة العمر وغير مهمة إلى حد ما، دون أي دليل دائم على حفظ السجلات. لأن مثل هذه المعلومات عنها نادرة للغاية.